# Championnats d'Europe d'athlétisme 1978
Navigation
Les 12e Championnats d'Europe d'athlétisme ont eu lieu du 29 août au 3 septembre 1978 au stade Evžen-Rošický de Prague, alors en Tchécoslovaquie.

## Épreuves
Quarante et une épreuves figurent au programme de ces Championnats d'Europe (24 masculines et 17 féminines).

## Faits marquants
C’est la première édition des Championnats à dépasser les 1 000 athlètes participants.
Malheureusement, les athlètes luttent avec des conditions climatiques difficiles (froid, pluie et vent) durant ces championnats. Cela n’empêche pas d’assister à des championnats relativement intenses avec 23 vainqueurs sur 41 épreuves ayant une performance supérieure à celle du vainqueur des précédents championnats 1974 à Rome.
Le 400 m haies est pour la 1re fois couru dans un championnat d’Europe par les athlètes féminines.
L’épreuve qui a été la plus intense et de plus grande valeur technique des Championnats est sans nul doute la victoire de Sara Simeoni qui doit égaler son propre record du monde pour battre sa rivale Est-Allemande, Rosemarie Witschas (désormais Ackermann), avec deux styles de saut à l’opposé. C’est d’ailleurs le seul titre qui échappe à une représentante de l’Europe de l’Est.
Le vainqueur le plus surprenant est l’Allemand de l’Est Olaf Beyer sur 800 m qui bat les deux coureurs britanniques, Steve Ovett et Sebastian Coe, partis sur des bases trop élevées (49 s 3 au 400 m et 1 min 16 s 3 au 600 m). Olaf Beyer améliore sur cette course son record personnel de 2 secondes (1 min 43 s 8 pour 1 min 45 s 8).
Quatre nouveaux records du monde féminins sont établis lors de cette édition des Championnats. À chaque fois, les recordwomen se succèdent à elles-mêmes : Marita Koch (RDA) est la 1re femme à passer sous les 49 s au 400 m (nouveau record en 48 s 94, ancien record 49 s 04), sa compatriote Ruth Fuchs lance le javelot à 69,16 m (ancien record 69,12 m), Vilma Bardauskienė (URSS) saute en longueur 7,09 m lors de l’épreuve de qualification (ancien record 7,07 m), enfin Tatiana Zelentsova (URSS) bat le record du 400 m haies en 54 s 89 (ancien record 55 s 31).
Outre Marita Koch (RDA) qui est double médaille d’or au 400 m et avec le relais 4 × 400 m de l'Allemagne de l’Est, l’Italien Pietro Mennea est le roi du sprint masculin en gagnant le 100 m et le 200 m, Franz-Peter Hofmeister gagne le 400 m et le relais 4 × 400 m avec l’équipe d’Allemagne de l’Ouest, enfin Marlies Göhr gagne le 100 m et le relais 4 × 100 m avec l’équipe d’Allemagne de l’Est.
Bronislaw Malinowski (Pologne) remporte le 3 000 m steeple pour la 2e fois consécutive, Pietro Mennea (Italie) fait de même au 200 m, ainsi que Ruth Fuchs (RDA) au javelot féminin et le relais de l’Allemagne de l’Est du 4 × 400 m.
Cette édition est marquée par un nombre important de disqualifications en raison du dopage, avec suspension de 18 mois des épreuves : elles concernent des athlètes soviétiques comme Yevgeniy Mironov, Vasiliy Yershov, Nadiya Tkachenko et Yekaterina Gordiyenko, mais aussi la Bulgare Elena Stoyanova.
Au classement des médailles, l’URSS devance légèrement l’Allemagne de l’Est. À elles deux, elles remportent plus des deux tiers des médailles dans les épreuves féminines avec par exemple, un triplé soviétique au 800 m.

## Résultats

### Hommes
| 100 m Vent : 0,0 m/s | Pietro Mennea 10 s 27                                                                                     | Eugen Ray 10 s 36                                                                      | Vladimir Ignatenko 10 s 37                                                                          |
| 200 m Vent : −0,2 m/s | Pietro Mennea 20 s 16 (CR)                                                                                | Olaf Prenzler 20 s 61                                                                  | Peter Muster 20 s 64                                                                                |
| 400 m | Franz-Peter Hofmeister 45 s 73                                                                            | Karel Kolář 45 s 77 (NR)                                                               | Francis Demarthon 45 s 97                                                                           |
| 800 m | Olaf Beyer 1 min 43 s 84 (CR)                                                                             | Steve Ovett 1 min 44 s 09                                                              | Sebastian Coe 1 min 44 s 76                                                                         |
| 1 500 m | Steve Ovett 3 min 35 s 59 (CR)                                                                            | Eamonn Coghlan 3 min 36 s 57                                                           | David Moorcroft 3 min 36 s 70                                                                       |
| 5 000 m | Venanzio Ortis 13 min 28 s 57                                                                             | Markus Ryffel 13 min 28 s 66                                                           | -                                                                                                   |
| 5 000 m | Venanzio Ortis 13 min 28 s 57                                                                             | Aleksandr Fedotkin 13 min 28 s 66                                                      | -                                                                                                   |
| 10 000 m | Martti Vainio 27 min 30 s 99 (CR,NR)                                                                      | Venanzio Ortis 27 min 31 s 48                                                          | Aleksandras Antipovas 27 min 31 s 50 (NR)                                                           |
| Marathon | Leonid Moseyev 2 h 11 min 57 s 5 (CR)                                                                     | Nikolay Penzin 2 h 11 min 59 s 0                                                       | Karel Lismont 2 h 12 min 07 s 7                                                                     |
| 110 m haies Vent : −0,5 m/s | Thomas Munkelt 13 s 44                                                                                    | Jan Pusty 13 s 55                                                                      | Arto Bryggare 13 s 56                                                                               |
| 400 m haies | Harald Schmid 48 s 51 (CR)                                                                                | Dmitriy Stukalov 49 s 72                                                               | Vasyl Arkhypenko 49 s 77                                                                            |
| 3 000 m steeple | Bronisław Malinowski 8 min 15 s 08                                                                        | Patriz Ilg 8 min 16 s 92                                                               | Ismo Toukonen 8 min 18 s 29                                                                         |
| 20 km marche | Roland Wieser 1 h 23 min 11 s 5 (CR)                                                                      | Pyotr Pochynchuk 1 h 23 min 43 s 0                                                     | Anatoliy Solomin 1 h 24 min 11 s 5                                                                  |
| 50 km marche | Jorge Llopart 3 h 53 min 29 s 9 (CR)                                                                      | Veniamin Soldatenko 3 h 55 min 12 s 1                                                  | Jan Ornoch 3 h 55 min 15 s 9                                                                        |
| 4 × 100 m | Pologne Zenon Nowosz Zenon Licznerski Leszek Dunecki Marian Woronin 38 s 58 (CR)                          | Allemagne de l'Est Manfred Kokot Eugen Ray Olaf Prenzler Alexander Thieme 38 s 78      | Union soviétique Sergey Vladimirsev Nikolay Kolesnikov Aleksandr Aksinin Vladimir Ignatenko 38 s 82 |
| 4 × 400 m | Allemagne de l'Ouest Martin Weppler Franz-Peter Hofmeister Bernd Herrmann Harald Schmid 3 min 2 s 03 (CR) | Pologne Jerzy Włodarczyk Zbigniew Jaremski Cezary Łapiński Ryszard Podlas 3 min 3 s 62 | Tchécoslovaquie Josef Lomický František Brečka Miroslav Tulis Karel Kolář 3 min 3 s 99              |
| Saut en hauteur | Volodymyr Yashchenko 2,30 m (CR)                                                                          | Aleksandr Grigoryev 2,28 m                                                             | Rolf Beilschmidt 2,28 m                                                                             |
| Saut en longueur | Jacques Rousseau 8,18 m (CR)                                                                              | Nenad Stekić 8,12 m                                                                    | Vladimir Tsepelyov 8,01 m                                                                           |
| Saut à la perche | Vladimir Trofimenko 5,55 m (CR)                                                                           | Antti Kalliomäki 5,50 m                                                                | Rauli Pudas 5,45 m                                                                                  |
| Triple saut | Miloš Srejović 16,94 m                                                                                    | Viktor Saneïev 16,93 m                                                                 | Anatoli Piskouline 16,87 m                                                                          |
| Lancer du poids | Udo Beyer 21,08 m (CR)                                                                                    | Aleksandr Baryshnikov 20,68 m                                                          | Wolfgang Schmidt 20,30 m                                                                            |
| Lancer du disque | Wolfgang Schmidt 66,82 m                                                                                  | Markku Tuokko 64,90 m                                                                  | Imrich Bugár 64,66 m                                                                                |
| Lancer du javelot | Michael Wessing 89,12 m                                                                                   | Nikolay Grebniev 87,82 m                                                               | Wolfgang Hanisch 87,66 m                                                                            |
| Lancer du marteau | Youri Sedykh 77,28 m (CR)                                                                                 | Roland Steuk 77,24 m                                                                   | Karl-Hans Riehm 77,02 m                                                                             |
| Décathlon | Aleksandr Grebenyuk 8 340 pts (CR)                                                                        | Daley Thompson 8 289 pts                                                               | Siegfried Stark 8 208 pts                                                                           |
| Records et Performances - AR : Record continental (area record) - CR : Record des championnats (championship record) - MR : Record du meeting (meet record) - NR : Record national (national record) - OR : Record olympique (olympic record) - PR : Record paralympique (paralympic record) - PB : Record personnel (personal best) - SB : Meilleure performance personnelle de la saison (season's best) - WL : Meilleure performance mondiale de l'année (world leader) - WJR : Record du monde junior (world junior record) - WR : Record du monde (world record) Circonstances et Conditions - DNF : N'a pas terminé (did not finish) - DNS : N'a pas pris le départ (did not start) - DQ : Disqualification (disqualification) - NM : Aucun essai valable enregistré (No Mark) - Q : Qualifié « directement » au prochain tour (ou à la prochaine compétition), lors d'une compétition majeure, grâce au classement ou à la réalisation des minima (automatic qualifier) - q : Qualifié au prochain tour (ou à la prochaine compétition), lors d'une compétition majeure, grâce au repêchage ou à la réalisation de l'une des meilleures performances parmi celles des « non qualifiés directement » (grâce au meilleur temps ou à la meilleure distance par exemple) (secondary qualifier) | |                                                                                        | |

### Femmes
| 100 m Vent : 0,0 m/s | Marlies Göhr 11 s 13                                                                                  | Linda Haglund 11 s 29                                                                                   | Lyudmila Maslakova 11 s 31                                                                      |
| 200 m Vent : −0,2 m/s | Lyudmila Kondratyeva 22 s 52                                                                          | Marlies Göhr 22 s 53                                                                                    | Carla Bodendorf 22 s 64                                                                         |
| 400 m | Marita Koch 48 s 94 (WR)                                                                              | Christina Brehmer 50 s 38                                                                               | Irena Szewińska 50 s 40                                                                         |
| 800 m | Tatyana Providokhina 1 min 55 s 80                                                                    | Nadiya Mushta 1 min 55 s 82                                                                             | Zoya Rigel 1 min 56 s 57                                                                        |
| 1 500 m | Gyana Romanova 3 min 59 s 01                                                                          | Natalia Mărăşescu 3 min 59 s 77                                                                         | Totka Petrova 4 min 00 s 15                                                                     |
| 3 000 m | Svetlana Ulmasova 8 min 33 s 16 (CR)                                                                  | Natalia Mărăşescu 8 min 33 s 53                                                                         | Grete Waitz 8 min 34 s 33                                                                       |
| 100 m haies Vent : +0,6 m/s | Johanna Klier 12 s 62                                                                                 | Tatiana Anisimova 12 s 67                                                                               | Gudrun Berend 12 s 73                                                                           |
| 400 m haies | Tatyana Zelentsova 54 s 89 (WR)                                                                       | Silvia Hollmann 55 s 14 (NR)                                                                            | Karin Rossley 55 s 36 (NR)                                                                      |
| 4 × 100 m | Union soviétique Vera Anisimova Lyudmila Maslakova Lyudmila Kondratyeva Lyudmila Storozhkova 42 s 54  | Royaume-Uni Beverley Goddard Kathy Smallwood Sharon Colyear Sonia Lannaman 42 s 72                      | Allemagne de l'Est Johanna Klier Monika Hamann Carla Bodendorf Marlies Göhr 43 s 07             |
| 4 × 400 m | Allemagne de l'Est Christiane Marquardt Barbara Krug Christina Brehmer Marita Koch 3 min 21 s 20 (CR) | Union soviétique Tetyana Prorochenko Nadiya Mushta Tatyana Providokhina Mariya Kulchunova 3 min 22 s 53 | Pologne Małgorzata Grajewska Krystyna Kacperczyk Genowefa Błaszak Irena Szewińska 3 min 26 s 76 |
| Saut en hauteur | Sara Simeoni 2,01 m (WR=)                                                                             | Rosemarie Ackermann 1,99 m                                                                              | Brigitte Holzapfel 1,95 m                                                                       |
| Saut en longueur | Vilma Bardauskienė 6,88 m                                                                             | Angela Voigt 6,79 m                                                                                     | Jarmila Nygrýnová 6,69 m                                                                        |
| Lancer du poids | Ilona Slupianek 21,41 m (CR)                                                                          | Helena Fibingerová 20,86 m                                                                              | Margitta Droese 20,58 m                                                                         |
| Lancer du disque | Evelin Jahl 66,98 m                                                                                   | Margitta Droese 64,04 m                                                                                 | Natalya Gorbachova 63,58 m                                                                      |
| Lancer du javelot | Ruth Fuchs 69,16 m (CR)                                                                               | Tessa Sanderson 62,40 m                                                                                 | Ute Hommola 62,32 m                                                                             |
| Pentathlon | Margit Papp 4 655 pts                                                                                 | Burglinde Pollak 4 600 pts                                                                              | Kristine Nitzsche 4 599 pts                                                                     |
| Records et Performances - AR : Record continental (area record) - CR : Record des championnats (championship record) - MR : Record du meeting (meet record) - NR : Record national (national record) - OR : Record olympique (olympic record) - PR : Record paralympique (paralympic record) - PB : Record personnel (personal best) - SB : Meilleure performance personnelle de la saison (season's best) - WL : Meilleure performance mondiale de l'année (world leader) - WJR : Record du monde junior (world junior record) - WR : Record du monde (world record) Circonstances et Conditions - DNF : N'a pas terminé (did not finish) - DNS : N'a pas pris le départ (did not start) - DQ : Disqualification (disqualification) - NM : Aucun essai valable enregistré (No Mark) - Q : Qualifié « directement » au prochain tour (ou à la prochaine compétition), lors d'une compétition majeure, grâce au classement ou à la réalisation des minima (automatic qualifier) - q : Qualifié au prochain tour (ou à la prochaine compétition), lors d'une compétition majeure, grâce au repêchage ou à la réalisation de l'une des meilleures performances parmi celles des « non qualifiés directement » (grâce au meilleur temps ou à la meilleure distance par exemple) (secondary qualifier) | | |                                                                                                 |

## Tableau des médailles
| Rang | Nation          | Or | Argent | Bronze | Total |
| ---- | --------------- | -- | ------ | ------ | ----- |
| 1.   | URSS            | 12 | 12     | 10     | 34    |
| 2.   | RDA             | 12 | 10     | 11     | 33    |
| 3.   | RFA             | 4  | 2      | 2      | 8     |
| 4.   | Italie          | 4  | 1      | 0      | 5     |
| 5.   | Pologne         | 2  | 2      | 3      | 7     |
| 6.   | Royaume-Uni     | 1  | 4      | 2      | 7     |
| 7.   | Finlande        | 1  | 2      | 3      | 6     |
| 8.   | Yougoslavie     | 1  | 1      | 0      | 2     |
| 9.   | France          | 1  | 0      | 1      | 2     |
| 10=  | Espagne         | 1  | 0      | 0      | 1     |
| 10=  | Hongrie         | 1  | 0      | 0      | 1     |
| 12.  | Tchécoslovaquie | 0  | 2      | 3      | 5     |
| 13.  | Roumanie        | 0  | 2      | 0      | 2     |
| 14.  | Suisse          | 0  | 1      | 1      | 2     |
| 15=  | Irlande         | 0  | 1      | 0      | 1     |
| 15=  | Suède           | 0  | 1      | 0      | 1     |
| 17=  | Belgique        | 0  | 0      | 1      | 1     |
| 17=  | Bulgarie        | 0  | 0      | 1      | 1     |
| 17=  | Norvège         | 0  | 0      | 1      | 1     |
|      |                 | 40 | 41     | 39     | 120   |